# Meena Rayann
Meena Rayann ist eine französische Schauspielerin und Synchronsprecherin.

## Leben
Rayann, die fließend Französisch und Englisch spricht, lernte von 2008 bis 2009 am Acting International in Paris das Schauspiel. 2008 erwarb sie ein Schauspieldiplom an der Birkbeck, University of London. Es folgten erste Besetzungen in verschiedenen Kurzfilmen. 2010 folgte der Umzug nach London. Seit Februar 2012 gehört sie zum Ensemble des Resuscitate Theatre. Erste größere Bekanntheit erlangte sie zwischen 2015 und 2016 durch die Rolle der Vala in drei Episoden der erfolgreichen Fernsehserie Game of Thrones. 2019 hatte sie eine Nebenrolle in Glam Girls – Hinreißend verdorben inne. Im selben Jahr übernahm sie als Rachel Dewan eine der Hauptrollen im Film Hilda. 2021 war sie im Film Der Mauretanier in der Nebenrolle der Wafa zu sehen. 2022 spielte sie die Rolle der Yasmine Amunet in insgesamt acht Episoden im Netflix Original Warrior Nun.

## Filmografie (Auswahl)
- 2011: Somnium (Kurzfilm)
- 2012: Joshua (Kurzfilm)
- 2013:Threshold (Kurzfilm)
- 2013: No Love Lost (Kurzfilm)
- 2013: What If (Kurzfilm)
- 2014: It's Only A Week (Kurzfilm)
- 2014: Fish Happens (Kurzfilm)
- 2014: Shine a Light (Kurzfilm)
- 2015: Arachne (Kurzfilm)
- 2015: An Island in Ruin (Kurzfilm)
- 2015–2016: Game of Thrones (Fernsehserie, 3 Episoden)
- 2016: I Saved My Belly Dancer (Kurzfilm)
- 2017: The Time of Their Lives
- 2017: Une famille formidable (Fernsehserie, 2 Episoden)
- 2018: Je suis filmée (Kurzfilm)
- 2018: Exodus (Kurzfilm)
- 2018: Kill Ben Lyk
- 2019: Glam Girls – Hinreißend verdorben (The Hustle)
- 2019: Hilda
- 2020: Little Birds (Fernsehserie, Episode 1x04)
- 2021: Der Mauretanier (The Mauritanian)
- 2021: Baptiste (Fernsehserie, Episode 2x06)
- 2022: Warrior Nun (Fernsehserie, 8 Episoden)
- seit 2023: Gerichtsmediziner Dr. Leo Dalton (Silent Witness, Fernsehserie)

## Theater (Auswahl)
- 2008: Mais n'te promène donc pas toute nue, Regie: Anne Morier, Theatre Marsoulan
- 2011: The Restaurant, Regie: Neil Turner, The Vanilla Gorilla Group
- 2012: The Bacchae, Regie: Anna Marshall, Resuscitate Theatre
- 2013: Metanoia, Regie: Alex Murphy, MISK
- 2014: I Will Paste Your Pictures on the Walls of the City, Regie: Gavin Curtis, Rattleback Theatre
- 2014: 404: This Play Has Become Corrupted and Cannot be Opened, Regie: Alex Murphy, Rattleback Theatre
- 2016: What's Your Issue, Regie: Sophia Start, Aequitas Theatre
- 2019: The Flies, Regie: David Furlong, Exchange Theatre